# Miss Brasil 2024
Miss Brasil 2024 (também conhecido como Miss Universe Brasil 2024), foi a 70ª edição do maior concurso de beleza feminino de Miss Brasil, licenciado exclusivamente para a disputa de Miss Universo no país. A etapa nacional escolheu Luana Cavalcante Farsoni, de Pernambuco, para ser a então sucessora de Maria Brechane, Miss Brasil 2023, do Rio Grande do Sul, entre os dias 14 a 19 de setembro de 2024 na cidade de São Paulo, São Paulo.
Estiveram ao todo 27 candidatas representando as 26 unidades federativas brasileiras e o Distrito Federal, aptas a participarem do evento sob nova gestão direcional no Brasil, o então empresário brasileiro Gerson Antonelli, a quem obtém os direitos exclusivos da marca Miss Universo no país desde 2024.

## Resultados

### Colocações
| Posição               | Estado e Candidata |
| --------------------- | --- |
| Miss Brasil 2024      | - Pernambuco - Luana Cavalcante |
| 2ª Colocada           | - Alagoas - Gabriele Marinho |
| 3ª Colocada           | - Rio de Janeiro - Maria Fabiana Mata |
| Top 7 Finalistas      | - Espírito Santo - Leticia Galvão - Minas Gerais - Tatiana Gonçalves - Paraná - Taynara Gargantini - Rio Grande do Sul - Eduarda Dallagnol                            |
| Top 13 Semifinalistas | - Acre - Laryssa Costa - Distrito Federal - Suamy Goulart - Goiás - Lara Borges - Pará - Kissia Oliveira - Rio Grande do Norte - Rita Leão - São Paulo - Milla Vieira |

### Premiações Especiais
A Miss Popularidade tem o direito de figurar no Top 07 da competição.
| Premiação         | Estado e Candidata                      |
| ----------------- | --------------------------------------- |
| Miss Popularidade | - Rio Grande do Sul - Eduarda Dallagnol |
| Miss Simpatia     | - Rio de Janeiro - Maria Fabiana Mata   |
| Melhor Entrevista | - São Paulo - Mila Vieira               |

### Ordem dos anúncios
| 1. Goiás 2. Distrito Federal 3. Acre 4. Pará 5. Rio Grande do Norte 6. Paraná 7. São Paulo 8. Espírito Santo 9. Alagoas 10. Rio de Janeiro 11. Minas Gerais 12. Pernambuco 13. Rio Grande do Sul | 1. Rio Grande do Sul (Voto Popular) 2. Pernambuco 3. Alagoas 4. Minas Gerais 5. Rio de Janeiro 6. Paraná 7. Espírito Santo | 1. Rio de Janeiro 2. Alagoas 3. Pernambuco |

## Candidatas
Candidatas eleitas para a disputa;
| Unidade Federativa  | Candidata          | Idade | Altura | Representação            |        |
| ------------------- | ------------------ | ----- | ------ | ------------------------ | ------ |
| Acre                | Laryssa Costa      | 30    | 1.68   | Feijó                    | [ 2 ]  |
| Alagoas             | Gabriele Marinho   | 30    | 1.68   | Maceió                   | [ 3 ]  |
| Amapá               | Joana Flexa        | 21    | TBD    | Mazagão                  | [ 4 ]  |
| Amazonas            | Ana Sarah Barreto  | 22    | 1.68   | Caapiranga               | [ 5 ]  |
| Bahia               | Daniela Ataides    | TBD   | 1.68   | Urandi                   |        |
| Ceará               | Kellen Alves       | 30    | 1.67   | Fortaleza                |        |
| Distrito Federal    | Suamy Goulart      | 32    | 1,67   | Brasília                 | [ 6 ]  |
| Espírito Santo      | Letícia Galvão     | 25    | 1.76   | Guarapari                | [ 7 ]  |
| Goiás               | Lara Borges        | 29    | 1.70   | Corumbaíba               |        |
| Maranhão            | Ane Caroline Diniz | 27    | 1.76   | Caxias                   | [ 8 ]  |
| Mato Grosso         | Calita Franciele   | 23    | 1.74   | Campinápolis             | [ 8 ]  |
| Mato Grosso do Sul  | Lulu Oliveira      | 41    | 1.64   | Juruaia                  | [ 9 ]  |
| Minas Gerais        | Tatiana Gonçalves  | 26    | 1.72   | Patos de Minas           | [ 10 ] |
| Pará                | Kissia Oliveira    | 35    | 1.82   | Ananindeua               | [ 11 ] |
| Paraíba             | Ana Kezya Alves    | 33    | 1.78   | João Pessoa              |        |
| Paraná              | Taynara Gargantini | 34    | 1.74   | Paranavaí                | [ 12 ] |
| Pernambuco          | Luana Cavalcante   | 25    | 1.74   | Recife                   | [ 13 ] |
| Piauí               | Gabriela Pessoa    | 19    | 1,75   | Teresina                 | [ 14 ] |
| Rio de Janeiro      | Maria Fabiana Mata | 25    | 1.75   | Rio de Janeiro           | [ 15 ] |
| Rio Grande do Norte | Rita Leão          | 26    | 1,72   | Praia de Pipa            | [ 16 ] |
| Rio Grande do Sul   | Eduarda Dallagnol  | 25    | 1.78   | Novo Hamburgo            | [ 17 ] |
| Rondônia            | Renata Dantas      | 37    | 1.74   | Porto Velho              |        |
| Roraima             | Karol Falcão       | 24    | 1.75   | Amajari                  | [ 18 ] |
| Santa Catarina      | Carolina Schuler   | 32    | 1.73   | Itapema                  | [ 19 ] |
| São Paulo           | Milla Vieira       | 33    | 1.78   | São Bernardo do Campo    | [ 20 ] |
| Sergipe             | Milena Cassiano    | 26    | 1.73   | Santana do São Francisco | [ 21 ] |
| Tocantins           | Jackeline Balestra | 29    | 1.70   | Gurupi                   | [ 22 ] |

### Agenda Estadual
| ESTADO              | CALENDÁRIO | SITUAÇÃO  |
| ------------------- | ---------- | --------- |
| Minas Gerais        | 20/05      | Realizado |
| Roraima             | 27/06      | Realizado |
| Amapá               | 29/06      | Realizado |
| Pará                | 04/07      | Realizado |
| Espírito Santo      | 20/07      | Realizado |
| São Paulo           | 24/07      | Realizado |
| Pernambuco          | 26/07      | Realizado |
| Mato Grosso         | 27/07      | Realizado |
| Maranhão            | 31/07      | Realizado |
| Rio de Janeiro      | 07/08      | Realizado |
| Alagoas             | 07/08      | Realizado |
| Paraná              | 07/08      | Realizado |
| Acre                | 08/08      | Realizado |
| Sergipe             | 09/08      | Realizado |
| Amazonas            | 10/08      | Realizado |
| Rio Grande do Sul   | 10/08      | Realizado |
| Distrito Federal    | 11/08      | Realizado |
| Mato Grosso do Sul  | 11/08      | Realizado |
| Rio Grande do Norte | 15/08      | Realizado |
| Tocantins           | 16/08      | Realizado |
| Piauí               | 19/08      | Realizado |
| Goiás               | 25/08      | Realizado |
| Santa Catarina      | 25/08      | Realizado |
| Ceará               | 05/09      | Realizado |
| Paraíba             | 05/09      | Realizado |
| Bahia               | 10/09      | Realizado |
| Rondônia            | 12/09      | Realizado |

## Histórico

### Curiosidades
- Com a alteração das regras do Miss Universo, este se tornará a 1ª edição do Miss Brasil que mulheres de qualquer idade acima de 18 anos, poderão concorrer ao título.[23]
- O Miss Minas Gerais teve sua candidata substituída devido a conflitos de cidadania brasileira.[24]
- Por sua vez, a edição 2024 será marcada pelo primeiro evento realizado sob a direção de Gerson Antonelli.
- A candidata de Roraima, Karol Falcão, é abertamente pertencente a comunidade LGBTQIAP+.
- As representantes de Alagoas, Bahia, Ceará, Distrito Federal, Maranhão, Mato Grosso do Sul, Pará, Paraíba, Pernambuco, Piauí, Rondônia, Roraima, Sergipe e Tocantins foram aclamadas sem a realização de um concurso estadual.
- Milla Viera, representante de São Paulo, foi coroada Miss Brasil Supranational 2014, representando o país, no mesmo ano, na Polônia.[25]
- Taynara Gargantini, do Paraná, foi coroada Rainha Internacional da Pecuária, representado o Brasil em 2014. Realizado na Colômbia, conseguindo o feito de bicampeã ao Brasil. Mais tarde, em 2016, coroada Miss Brasil Continentes Unidos, ficando entre as quatro mais belas do internacional.[26]
- Devido a renúncia de Angel Poncio, de Rondônia, Renta Dantas assumiu ao título em evento de aclamação, apenas a dois dias do confinamento. Bem como, havendo renuncia de Lauanda Brito, Joana Flexa  passou a obter o título no Amapá.[27]
- Gabriele Marinho, Alagoas, além de veterana na franquia universo, onde foi finalista em 2016, foi coroada Miss Teen World 2012, representado o Brasil em Houston, EUA.[28]
- Esta edição ficará marcada na história, por então eleger a primeira Mãe ao título de Miss Brasil, com o feito de Lua Cavalcante, por Pernambuco.
- Este evento traz a primeira coroa ao estado de Pernambuco, bem como a maior posição alcançada pelo estado de Alagoas, obtendo a vice colocação e o melhor resultado do Rio de Janeiro em 24 anos.